# Friedrich Jakob Erckmann
Friedrich Jakob „Fritz“ Erckmann (* 8. Oktober 1862 in Alzey; † 16. Februar 1944 ebenda) war ein deutscher Komponist, Musikschriftsteller, Kantor und Organist.

## Biografie
Friedrich Erckmann war Sohn des Essigfabrikanten Wilhelm Erckmann III. und seiner Frau Elise geb. Bechtolsheimer. Er wuchs mit sechs Geschwistern in einer alteingesessenen, wohlhabenden Alzeyer Bürgerfamilie auf.
Bei dem Frankfurter Geiger Friedrich Völker erlernte er das Violinspiel. Nach Abschluss seiner musikalischen Ausbildung verließ er seine Heimatstadt und das Großherzogtum Hessen, gab seine Staatsbürgerschaft auf, und wanderte mit 21 Jahren nach Schottland aus, wo er eine Stelle als Musiklehrer an der „Girls High School“ der University of Aberdeen antrat. Neunzehn Jahre lang war er dort tätig. Er gründete ein Orchester, einen Chor sowie kammermusikalische Ensembles mit unterschiedlicher Besetzung, gründete die Aberdeen Wagner Society und entfaltete eine rege Konzert- und Vortragstätigkeit.
Er schrieb Konzert-Kritiken, Kurzbiographien von Komponisten und Essays über neue und alte Musik in namhaften schottischen Zeitungen und Fachverlagen. Sein umfangreiches kompositorisches Schaffen umfasst Lieder, Orgel- und Klavierwerke, Chorwerke, Symphonien, Kantaten, drei Opern, ein Ballett und ein Oratorium. Die erste Komposition (Op. 1) entstand im Alter von 17 Jahren. Seine Liebe zur Heimat kommt in vielen Werken zum Ausdruck, beispielsweise Vom Donnersberg und Moselmärchen, beide geschrieben für Orchester und Solostimmen. Dem aus der Nibelungensage berühmten Sohn der Stadt Alzey, Volker von Alzey, widmete er seine 1. Symphonie (Op. 151) und eine dramatische Kantate (Op. 57). Zudem war Erckmann als Heimatforscher seiner Geburtsstadt tätig.
1902 kehrte Fritz Erckmann nach Alzey zurück und heiratete am 21. März 1908 in Darmstadt Elisa geb. Immel (* 11. Oktober 1866; † 23. April 1939 in Alzey). Er begann erneut eine umfangreiche Konzertaktivität, eröffnete eine Musikalienhandlung in der Volkerstraße 10 und wurde Kantor und Organist der evangelischen Kirchengemeinde in Alzey. Noch eine Woche vor seinem Tod begleitete er den Sonntags-Gottesdienst an der Orgel.

## Werke

### Schriften (Auswahl)
- als Hrsg.: Parsifal. A Magazine of Lovers of Music, Art and Litterature. Aberdeen 1897–.[3]
- Ein Autograph von Bachs Wohltemperiertem Klavier, II. Teil. In: Allgemeine Musikzeitung. Bd. 63, Breitkopf & Härtel, Leipzig 1936, S. 69–70.
- Bach Festivals in Berlin. In: The Musical Times. Bd. 62. London 1921, S. 659–660, ISSN 0027-4666.
- Die Familie van Beethoven. In: Allgemeine Musikzeitung. Bd. 65, 1938, S.  433–434.
- George Sand. In: Monatshefte für Kultur und Geistesleben. Band 28, Heft 1, 1919, S. 7–12 (online, PDF).
- Hans Pfitzner. In: The Musical Times. Bd. 70. London 1929, S. 509–510, ISSN 0027-4666.
- Old Treasures. In: The Musical Times. Bd. 64. London 1923, S. 68, ISSN 0027-4666.
- Die patriotischen Lieder Schottlands: Ein geschichtlicher Überblick. In: Die Musik. Bd. 3, 1903, S. 99–112, 180–193 (online).
- Tenth Bach Festival at Breslau. In: The Musical Times. Bd. 63. London 1922, S. 880, ISSN 0027-4666.
- Weihnachtslieder. In: Die Musik. Bd. 5, 1905, S. 379–392.

### Kompositionen (Auswahl)
- Wiegenlied (Cradle song) für Violine und Pianoforte. Ludwig Lorenz, Rostock [1888].[4]
- Songs from the Chair, or the Court of a Varsity Court. An operatic Comedietta in two acts. Alma Mater, Aberdeen 1889 (Libretto von John Malcolm Bulloch).
- Zwei patriotische schottische Volkslieder. Schuster & Loeffler, Berlin u. a. 1904.
- Plusquampers Niederlage. Märchenoper mit Ballet in 4 Bildern. Meschett, Alzey 1928.[5]